# Itapipoca (gemeente)
Itapipoca is een gemeente in de Braziliaanse deelstaat Ceará. De gemeente telt 127.465 inwoners (schatting 2017).
De plaats is de zetel van het rooms-katholieke bisdom Itapipoca.

## Aangrenzende gemeenten
De gemeente grenst aan Amontada, Irauçuba, Itapajé, Miraíma, Trairi, Tururu en Uruburetama.